# Edinburgh Military Tattoo

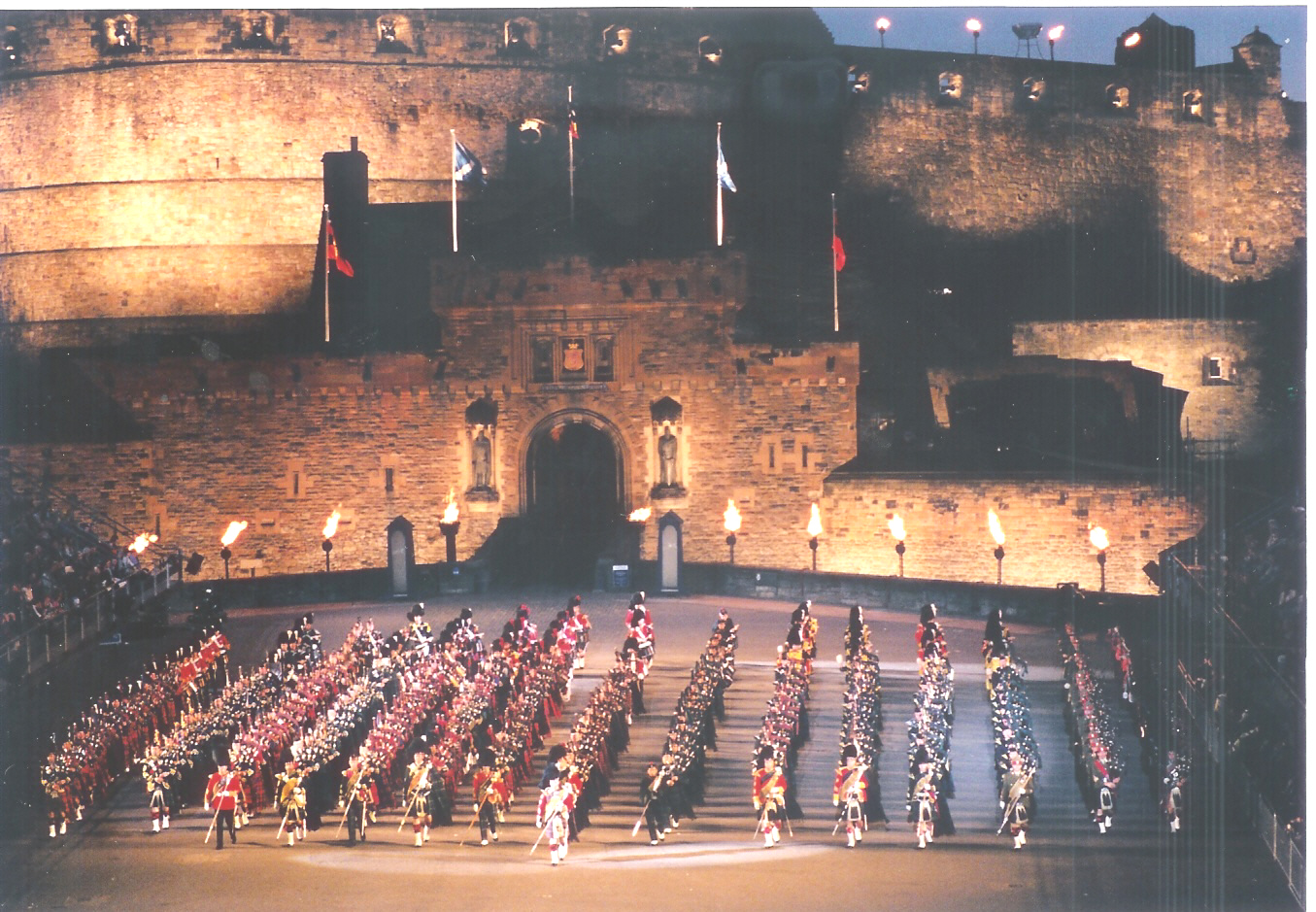
Edinburgh Military Tattoo.

Edinburgh Military Tattoo är en uppvisning av militärorkestrar utanför Edinburgh Castle. Den hölls första gången år 1950.